# Synsepalum bequaertii
Synsepalum bequaertii är en tvåhjärtbladig växtart som beskrevs av De Wild. Synsepalum bequaertii ingår i släktet Synsepalum och familjen Sapotaceae.
Artens utbredningsområde är Kongo-Kinshasa. Inga underarter finns listade i Catalogue of Life.